# Ден на победата над Япония
Денят на победата над Япония е международен празник, отбелязващ годишнината от капитулацията на Япония през 1945 година, която слага край на Втората световна война.
В различни страни годишнината се отбелязва на различни дати. В повечето страни това става на 15 август, когато е обявена фактическата капитулация. В Съединените щати Денят на победата над Япония е 2 септември, когато е извършена специална церемония по капитулацията. В няколко страни, като Китай, Тайван и Филипините, се отбелязва денят след церемонията по капитулацията – 3 септември. В самата Япония годишнината се отбелязва на 15 август като „Ден за траур за починалите във войната и за молитва за мир“.